# Wierczki
Wierczki – część miasta Zawiercie. Rozpościera się w okolicy ulicy Wierczki na północny wschód od centrum miasta.